# بيل توماس (سياسي أمريكي، مواليد 1943)
بيل توماس (بالإنجليزية: Bill Thomas)‏ هو كاتب العمود وكاتب وسياسي أمريكي، ولد في 1 يونيو 1943 في شيكاغو في الولايات المتحدة.